# بطولة باهيان 2014
بطولة باهيان 2014 هو موسم من بطولة باهيان ‏. كان عدد الأندية المشاركة فيه 12، وفاز فيه نادي باهيا.